# 大毒蛇M4型卡賓槍
大毒蛇M4（英語：Bushmaster M4）是一系列由美国大毒蛇武器公司以AR-15為藍本生產的半自动或擊發調變步枪（突击步枪），亦是大毒蛇XM-15系列步槍和卡賓槍之一，發射.223 Remington／5.56×45毫米北约、6.8×43毫米雷明登SPC、7.62×39毫米蘇聯等多種口徑的步枪子彈。

## 設計
大毒蛇M4型卡賓槍是柯爾特M4卡賓槍的彷製型。根據全國槍械法（簡稱：NFA），美國民用市場上只可銷售半自動槍型。而軍事或執法機構才可訂購的突擊步槍衍生型可以採用三發點放或全自動功能。
該步槍的口徑為.223 Remington／5.56×45毫米北约口徑，而且槍管內部和槍膛內部均鍍有硬铬。與目前的柯爾特卡賓槍所配備的四段固定位置伸縮式槍托不同，大毒蛇M4採用的是六段固定位置伸縮式槍托。它與大多數標準型AR-15的零件兼容，並且能夠接受所有AR-15／M16型STANAG彈匣。
該步槍的所有衍生型都有M4A2和M4A3的構造；不同之處在於M4A3裝有可拆卸式帶提把式照門，並可藉由MIL-STD-1913戰術導導軌安裝瞄準附件。
標準的M4型卡賓槍在368.3毫米（14.5英吋）的槍管以上連接了永久固定配備的“Izzy”消焰器，使槍管的總長度達到了406.4毫米（16英吋）。大毒蛇還生產Patrolman的卡賓槍衍生型，該衍生型在406.4毫米（16英吋）的槍管以上連接了更常見的可拆卸式鳥籠型消焰器，使槍管的總長度達到了444.5毫米（17.5英吋）。這些型號都符合現行的美國聯邦法律當中規定步槍槍管最小長度為406.4毫米（16英吋）。此外還有一款M4型卡賓槍，配有一根368.3毫米（14.5英吋）的槍管和一個可拆卸式鳥籠型消焰器。6.8×43毫米雷明登SPC口徑型只具有一根406.4毫米（16英吋）和可拆卸式“Izzy”消焰器。
1994年，美国菸酒槍炮及爆裂物管理局（ATF）曾經通過了一條名為聯邦突擊武器禁制法案（AWB）的禁止攻擊武器條款，因而令大毒蛇研製了一款M4符合禁令型卡賓槍。由於禁令在2004年到期，這款步槍基本上都被M4A2和M4A3所取代。但由於在美國的一些州份仍然維持該法律禁令，所以符合禁令型步槍目前仍在生產中。

## 法律問題
大毒蛇武器公司與柯爾特之間曾涉及使用“M4”這個商標名字的糾紛。M4是由柯爾特為美國政府研製發和生產，因此柯爾特在直到2009年之前都擁有生產M4系列武器的獨家合同。其他幾家生產商，包括大毒蛇武器公司在內，都有生產以後提供綽號為“M4系列”的M4型槍械。但柯爾特此前曾註冊過“M4”這個美國商标。2004年4月，柯爾特首先對黑克勒-科赫和大毒蛇武器公司提起訴訟，指控它倆商標侵權、商業外觀侵權、商標稀釋、虛假指定、虛假廣告、專利侵權、不正當競爭和欺騙性貿易行為等罪名。開始時，柯爾特打赢了與黑克勒-科赫的官司，並逼使後者與前者作出庭外和解，黑克勒&科赫的「M4」改稱為「HK416」。然而在2005年12月8日，緬因州的聯邦地區法院法官作出了一個對於大毒蛇武器公司有利的簡易判決，並且駁回了柯爾特除了虛假廣告之外的所有指控。關於後一種說法，柯爾特無法收回金錢損失。 法院還裁定，“M4”現在是通用的槍械名稱，應該撤銷柯爾特所持有的商標。

## 相關型號
大毒蛇武器公司還研發了6.8×43毫米雷明登SPC和7.62×39毫米蘇聯口徑型號的步枪，分別簡單地命名為6.8毫米SPC步槍和7.62×39毫米卡賓槍，以及一套可以安裝在任何AR-15型下機匣以上的獨立式上機匣套件。無論是A2或A3亦可。

## 軍事型使用國
目前，世界各地60多個國家的軍隊和警察組織正在使用大毒蛇生產的武器。
- [1]
- 巴哈马[1]
- 巴林[1]
- [1]
- 巴西[1]
- [1]
- 加拿大[1]
- [1]
- 捷克
  - 捷克共和國武裝部隊（英语：Military of the Czech Republic）特種部隊單位（為大毒蛇M4A3 B.M.A.S.，通常可以看到這些步槍下掛了M203榴彈發射器）[8][9]
- [1]
- [1]
- 埃及[1]
- 薩爾瓦多[1]
- 法國[1]
- - 格魯吉亞陸軍
  - 格魯吉亞內務部（英语：Ministry of Internal Affairs (Georgia)）[10]
- 希腊[1]
- [1]
- 海地[1]
- 印度[1]
- 伊拉克[1]
- 以色列[1]
- 義大利[1]
  - 義大利國家警察（英语：Polizia di Stato）中央安全行動局（英语：Nucleo Operativo Centrale di Sicurezza）[11]
- 牙买加[1]
- 日本[1]
- 约旦[1]
- 科威特[1]
- 黎巴嫩[1]
- 马来西亚
  - 馬來西亞皇家海關局（英语：Royal Malaysian Customs Department）[12]
- 模里西斯[1]
- 墨西哥[1]
- 新西兰
  - 新西蘭警察（英语：New Zealand Police）（包括武裝進攻小隊（英语：Armed Offenders Squad）和特種戰術小組（英语：Special Tactics Group），用以取代雷明登M7作為他們的標準制式步槍）[13]
- 挪威[1]
- 阿曼[1]
- 菲律賓[1]
- 巴拿马[1]
- 秘魯[1]
- 波蘭[1]
- 俄羅斯：來自2008年南奥塞梯戰爭期間繳獲自喬治亞軍的步槍，並透過莫洛公司生產其民用型。
  - 俄羅斯空降軍（僅少量試用及用於假想敵訓練）
  - 聯邦安全局特別用途中心
- 沙烏地阿拉伯[1]
- 新加坡[1]
- 南非[1]
- - 大韓民國海岸警衛隊特別海上攻擊隊[14]
- 西班牙[1]
- 斯里蘭卡[1]
- 瑞典[1]
- 瑞士[1]
- 中華民國[1]
  - 內政部警政署保安警察第一總隊維安特勤隊：曾採購80把以及配件。
- 泰國[1]
- 土耳其[1]
- 阿联酋[1]
- 乌拉圭[1]
- 乌克兰[1]
- 辛巴威[1]

## 資料來源
1. 1 2 3 4 5 6 7 8 9 10 11 12 13 14 15 16 17 18 19 20 21 22 23 24 25 26 27 28 29 30 31 32 33 34 35 36 37 38 39 40 41 42 43 44 45 46 47 48 49  . Bushmaster Firearms International. 2007  [2007-09-06]. （原始内容存档于2007-09-27）.
2. ↑  . Bushmaster Firearms International. 2007  [2007-09-06]. （原始内容存档于2007-09-27）.
3. 1 2  . Bushmaster Firearms International. 2007  [2007-09-06]. []
4. 1 2   (PDF). Bushmaster Firearms International. June 2006  [2007-09-06]. （原始内容 (PDF)存档于2007-09-27）.
5. ↑  Terrill, Daniel. . guns.com. 2015-08-12  [2016-04-14]. （原始内容存档于2016-04-19）.
6. ↑  US Trademark serial number 76335060 registration number 2734001
7. ↑  . Openjurist.org.   [2010-08-30]. （原始内容存档于2009-08-02）.
8. ↑   (PDF).   [2014-12-09]. （原始内容存档 (PDF)于2012-02-29）.
9. ↑  . 601skss.cz.   [2015-09-26]. （原始内容存档于2016-03-04）.
10. ↑  . Georgian Army.   [2007-06-25]. （原始内容存档于2012-03-09）.
11. ↑  Neville, page 57.
12. ↑  Royal Malaysian Customs Academy. . Royal Malaysian Customs. 2010  [2016-03-20]. （原始内容存档于2015-07-13）.
13. ↑  . New Zealand Police. 2005-05-19  [2007-06-25]. （原始内容存档于2007-11-01）.
14. ↑  . Old.gunpower.com.   [2015-09-26]. （原始内容存档于2015-09-27）.

## 外部連結
- （英文）—Official Bushmaster Website
- （简体中文）—D Boy Gun World（槍炮世界）— BUSHMASTER公司的AR式武器（页面存档备份，存于）